# دیپو آکینیمی
دیپو آکینیمی (انگلیسی: Dipo Akinyemi؛ زادهٔ ۱۰ ژوئن ۱۹۹۷) بازیکن فوتبال اهل بریتانیا است.
از باشگاه‌هایی که در آن بازی کرده‌است می‌توان به باشگاه فوتبال دالیچ هملت، باشگاه فوتبال استیونج، و باشگاه فوتبال آلدرشات تاون اشاره کرد.